# Jean-Daniel Lafond
 (mai 2020).
Si vous disposez d'ouvrages ou d'articles de référence ou si vous connaissez des sites web de qualité traitant du thème abordé ici, merci de compléter l'article en donnant les références utiles à sa vérifiabilité et en les liant à la section « Notes et références ».
Pour les articles homonymes, voir Lafond.
Jean-Daniel Lafond, né le 18 août 1944 à Désertines (Allier), est un cinéaste, un essayiste et un philosophe québécois et français. Au Canada, il est connu surtout comme cinéaste et comme Consort vice-royal, puisqu'il est le conjoint de la gouverneure générale Michaëlle Jean lors de son mandat (2005-2010). Le 30 novembre 2014, sa conjointe, avec qui il continue de collaborer, est nommée secrétaire générale de l'Organisation internationale de la francophonie lors du Sommet de la francophonie tenu à Dakar. 

## Biographie
Né dans la banlieue ouvrière de Montluçon, en France, il se marie à 22 ans et a deux enfants en 1967 et 1968. Ayant obtenu le CAPES, il est nommé professeur de philosophie au lycée de La Châtre en 1971 où il enseigne deux ans. Son enseignement est fortement influencé par les deux professeurs dont il fut l'étudiant à l'université de Clermont-Ferrand, Michel Serres et Michel Foucault qu'il considère comme ses maîtres à penser. À 28 ans, il obtient une maîtrise en sciences de l'éducation et un DEA. Il se spécialise en communication audio-visuelle, et en analyse du film et des médias. Il est alors nommé à l'Institut national de la recherche pédagogique (INRDP) à Paris et obtient un poste au CRDP de Poitiers. Il crée le Groupe d'études sur le cinéma, et collabore à la revue Image et Son, dans laquelle il publie régulièrement des textes critiques sur le cinéma et théoriques sur l'analyse filmique. Il donne de nombreuses conférences et anime des ateliers et des séminaires pour la Ligue française de l'enseignement (UFOLEIS). Passionné de théâtre, il sera sur scène régulièrement jusqu'en 1971.

### De la France au Québec
En 1966, il épouse en premières noces Nicole Janicot, une camarade de classe et de théâtre, avec laquelle il a deux filles (Estelle et Élise). Il part au Québec en 1974 comme professeur-chercheur invité à l'Université de Montréal. Divorcé en 1976, il se marie avec Claire Meunier, professeure en technologie éducative à la Faculté des sciences de l'éducation de l'Université de Montréal et fondatrice du Groupe de recherche sur l'apprentissage et l'évaluation multimédias interactifs (GRAEMI). Le couple se sépare en 1983.
Dans un premier temps, il travaille avec les cinéastes Pierre Perrault et Arthur Lamothe, avant de devenir à son tour documentariste et auteur. Ami de Perrault et fin connaisseur de son travail, il réalise en 1985 un film sur lui intitulé Les traces du rêve, son premier long métrage à l'ONF ; la même année, il est cité par le philosophe Gilles Deleuze pour ses réflexions sur Perrault dans un ouvrage très connu, Cinéma 2. L'image-temps (p. 197, note 30). Le film Les traces du rêve sera suivi d'une douzaine de films dont le plus récent (Folle de dieu, mettant en vedette Marie Tifo) est sorti en 2008. Il publie plusieurs livres sur le cinéma (Le film sous influence, Les traces du rêve ou Pierre Perrault, chasseur, poète et cinéaste), des récits tirés de ses films (La manière nègre, La liberté en colère), un essai (Iran, les mots du silence), une pièce de théâtre (La déraison d'amour) et de nombreux articles, chroniques ou participations à des ouvrages collectifs.
Pendant la même période, il crée des œuvres pour la radio : bande-son, récits, poèmes et films radiophoniques, et écrit deux pièces de théâtre. Il remonte sur scène en France en 2000, pour jouer Près du sol, avec son ami le comédien français Olivier Perrier, une pièce qu'ils ont écrite ensemble. En 2002, il est  philosophe invité en compagnie de l'anthropologue  Serge Bouchard à l'émission radiophonique Indicatif présent animée par Marie-France Bazzo, à la Première Chaîne de Radio-Canada. Il est alors vice-président de l'Association des réalisateurs et réalisatrices de films du Québec (ARRFQ) et participe activement à la création de la Maison de la réalisation. En 1997, il crée avec un groupe de cinéastes les Rencontres internationales du documentaire de Montréal (RIDM). Il en est le président jusqu'en mai 2005. Il préside également à la même époque l'Observatoire du documentaire, qu'il a aussi contribué à établir.
En 1990, il épouse la journaliste-animatrice de la télévision de Radio-Canada Michaëlle Jean qui devient en 2005 Gouverneure générale et commandante-en-chef du Canada (2005-2010). Ils ont une fille, Marie-Éden, née en Haïti en 1999. Dès lors, il est également assermenté Consort vice-royal du Canada, portant le prédicat "Son excellence" durant les 5 années du mandat de Michaëlle Jean.
À la fin du mandat de Gouverneur général, le couple fonde et préside la Fondation Michaëlle-Jean, qui est leur legs et dont le mandat principal est de donner aux jeunes de 17 à 30 ans, en situation d'exclusion, la possibilité de reprendre la parole et de s'intégrer en utilisant les arts comme outils de changement social. Jean-Daniel en est le directeur général (bénévole). Il est aussi Senior Fellow (chercheur principal) à la Faculté des arts et des sciences sociales de l'Université Carleton. Il poursuit également sa carrière de cinéaste en réalisant La fin des certitudes (sortie: décembre 2020) et d'écrivain (Un désir d'Amérique, Edito-Gallimard, 2015).

### Polémique
« - C'est alors que vous flirtez avec le nationalisme québécois...
- Ah, non ! On ne peut pas flirter avec le nationalisme québécois. C'est: « Marche ou crève! » […] Je n'ai pas été fasciné par le nationalisme mais j'ai compris que je ne pouvais pas ne pas vivre avec. C'est autre chose. Mais je ne me suis jamais senti à l'aise avec ce nationalisme. »

— Jean-Daniel Lafond en entrevue à L'Express, 23 juin 2010.
Jean-Daniel Lafond connaît bien le mouvement indépendantiste, il lui a consacré directement un film majeur, La Liberté en colère, qui met en scène Pierre Vallières, Charles Gagnon, Francis Simard, Michel Chartrand, Plume Latraverse et Robert Comeau. Le sujet du film devait porter sur les retrouvailles entre Vallières et Gagnon après vingt ans. Néanmoins Lafond se permet de provoquer une forme de duel entre Vallières et Simard à  proximité des états-majors de la Sûreté du Québec au 1701 Parthenais, ce qui peut expliquer, pendant le tournage le regard inquiet de Simard.    
Il a abordé le thème également dans La manière nègre ou Aimé Césaire chemin faisant, avec Aimé Césaire, Paul Chamberland, Pierre Vallières, Dany Laferrière et al.
S'il a clairement appuyé le combat culturel et identitaire du Québec, ses films et son œuvre en témoignent, il prétend n'avoir jamais appuyé le nationalisme pour lequel il aurait toujours eu la plus grande méfiance.    
Selon lui, la campagne de dénigrement qui a été menée contre lui après la nomination de sa femme comme Gouverneure générale relevait d'une instrumentalisation opportuniste et d'une interprétation partiale et sans nuance de son travail et de sa pensée. Dans ce  contexte, il a nié fermement avoir été souverainiste tout en affirmant sa défense de l'identité du Québec et du respect des opinions et des choix politiques de ses amis, souverainistes ou fédéralistes,.   
Le 11 août 2005, le Globe and Mail et Le Devoir rapportent qu'un journal souverainiste, Le Québécois, publiera une lettre de René Boulanger, se présentant comme un proche de Jean-Daniel Lafond, dans lequel il le présente comme un souverainiste.    
Boulanger affirme avoir souvent rencontré Lafond et être allé chez le couple où il aurait vu une bibliothèque fabriquée par Jacques Rose, un ancien felquiste et frère de Paul Rose.    
Rose y aurait installé un double-fond pouvant servir de cache d'armes.   
Par ironie, dans l'émission Infoman, Jean-René Dufort a surnommé Jean-Daniel Lafond : Jean-Daniel Doublefond .

## Filmographie sommaire
- 1986: Les Traces du rêve (Dream Tracks)
- 1987 : Le voyage au bout de la route ou la Ballade du pays qui attend
- 1989 ; Le visiteur d'un soir (avec Jacques Douai)
- 1991: La Manière nègre ou Aimé Césaire chemin faisant (A State of Blackness)
- 1994: La liberté en colère (Freedom Outraged)
- 1994 : Tropique Nord (Tropic North)
- 1995 : Haïti dans tous nos rêves
- 1999: L'Heure de Cuba (Last Call for Cuba)
- 1999: Le temps des barbares ( The Barbarian Files)
- 2002: Salam Iran, une lettre persane (a Persian Letter)
- 2002 : Le faiseur de théâtre (avec Olivier Perrier)
- 2003 : Le Cabinet du docteur Ferron (The Cabinet of Dr Ferron)
- 2006 : Le Fugitif ou les vérités d'Hassan (The Almerican Fufitive or the Truth about Hassan)
- 2008 : Folle de Dieu[4]( The Madwoman of God)
- 2016 : Un film avec toi  ( A Woman of  Purpose)
- 2020: La fin des certitudes (The End of Certainties) sortie prévue : décembre 2020

## Livres
- Images d'un doux ethnocide, avec Arthur Lamothe, Montréal, Ateliers audio-visuels du Québec, 1979.
- Vidéo-communication, avec Claire Meunier, Montréal, Publications Grerdave, 1979.
- Pratique et analyse des médias en milieu éducatif, Montréal, Publications Grerdave, 1980.
- Le film sous influence : un procédé d'analyse, Paris, Édilig, "Médiathèque", 1982.
- Les traces du rêve, Montréal, L'Hexagone, 1991.
- La manière nègre ou Aimé Césaire, chemin faisant : genèse d'un film, Montréal, L'Hexagone, 1993.
- La liberté en colère : le livre du film, Montréal, L'Hexagone, 1994.
- Iran : les mots du silence, avec Fred A. Reed, Laval, Les 400 Coups, 2006.
- Conversations in Tehran, with Fred A. Reed, Vancouver, Talon Books, 2006.
- Marie de l'Incarnation ou la déraison d'amour, en collaboration avec Marie Tifo, Montréal, Leméac, 2009.
- Un désir d'Amérique. Fragments nomades, Montréal, Édito/Gallimard ltée., 2015.

## Préface
- "Préface : la rencontre", in Olivier Ducharme et Pierre-Alexandre Fradet, Une vie sans bon sens. Regard philosophique sur Pierre Perrault, Montréal, Nota bene, coll. "Philosophie continentale", 2016.

### Distinctions
- Chevalier de l'Ordre des Arts et des Lettres, France
- Prix TV5 pour le meilleur documentaire de langue française
- Prix Lumières de l'Association québécoise des réalisateurs pour l'ensemble de son œuvre
- Prix Gemini du meilleur réalisateur
- Prix Gemini pour l'image
- Prix Hot Docs pour le meilleur film politique, Toronto
- Membre de l'Académie des Arts de la Société royale du Canada
- Récipiendaire de la "Saskatchewan Centennial Medal"
- Compagnon de l'Ordre du Canada